# Cửa hàng miễn thuế

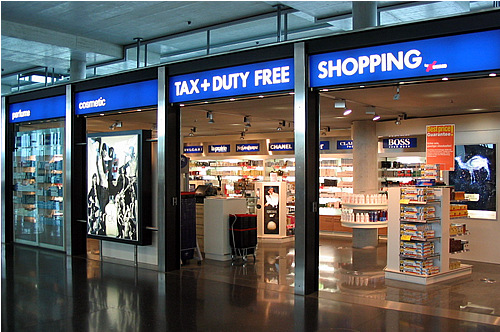
Cửa hàng miễn thuế điển hình tại Sân bay Zürich

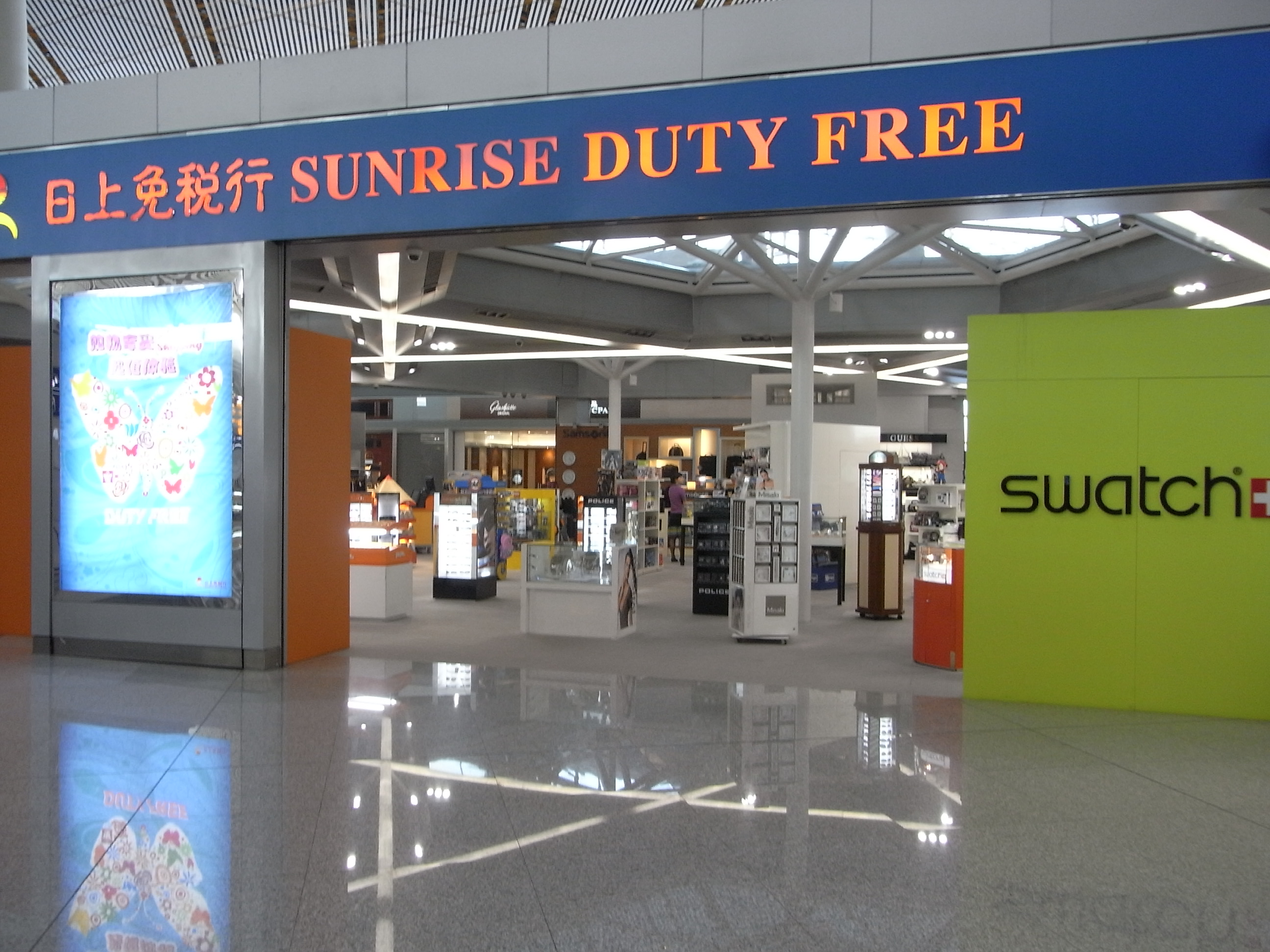
Cửa hàng miễn thuế tại Nhà ga số 3 của Sân bay Quốc tế Thủ đô Bắc Kinh

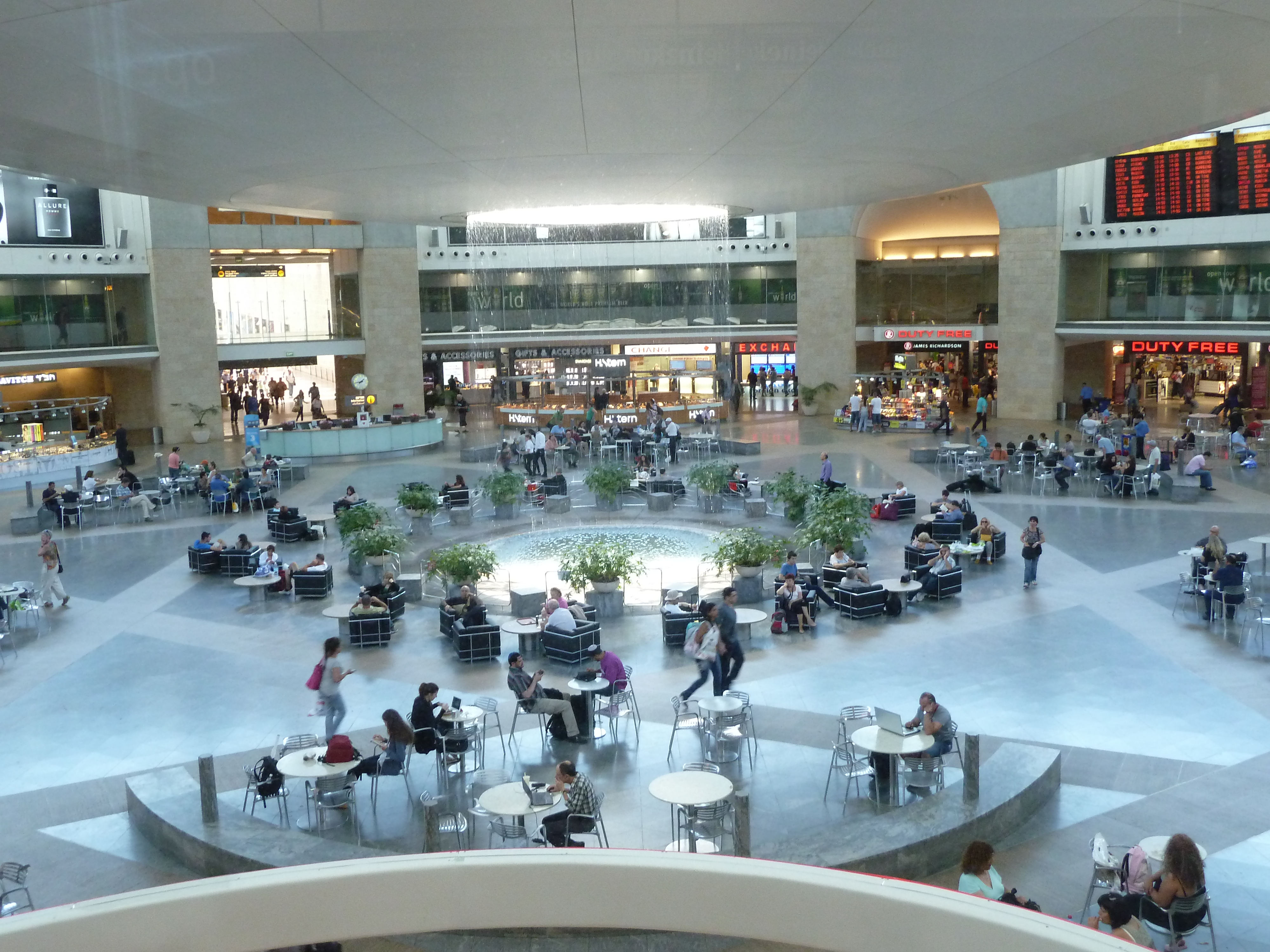
Cửa hàng miễn thuế tại sân bay Ben Gurion ở Tel Aviv, Israel

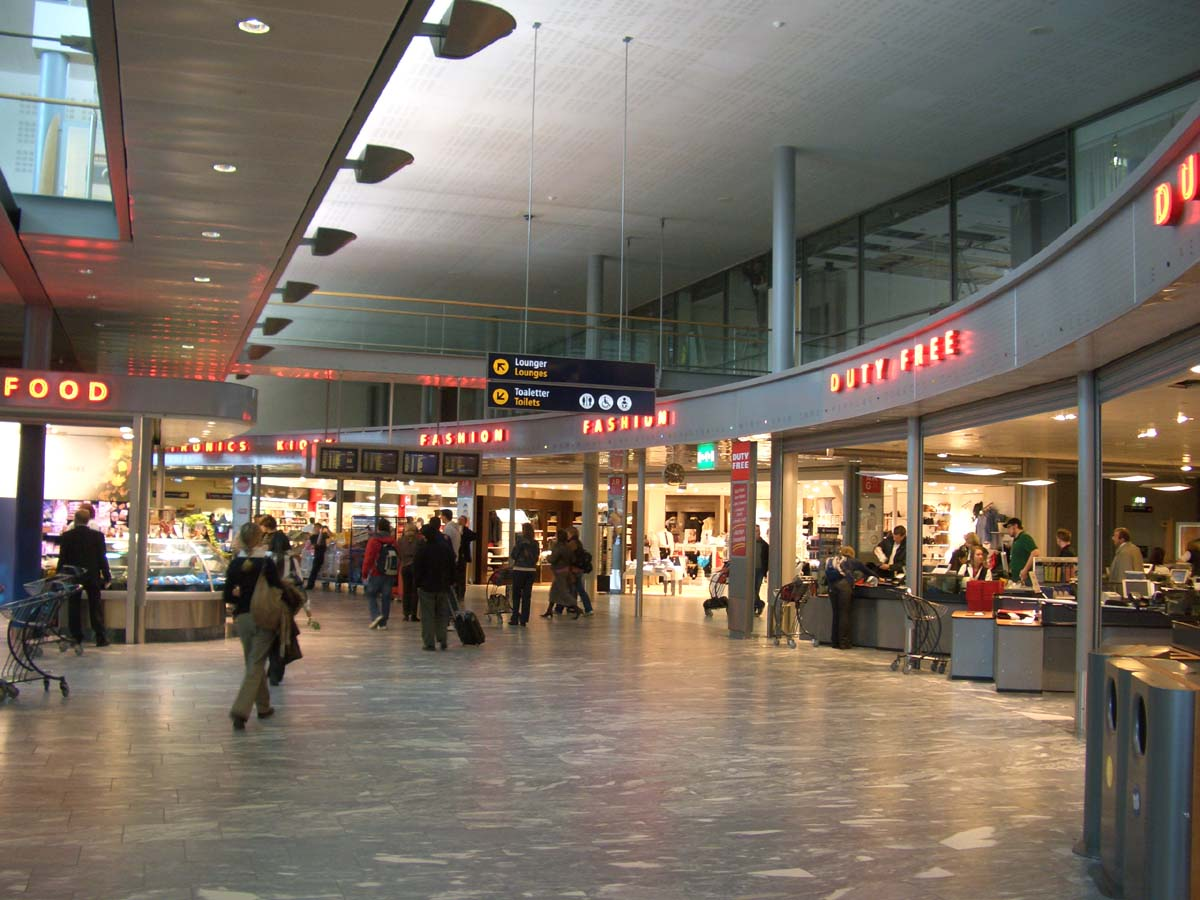
Cửa hàng miễn thuế tại sân bay Oslo ở Oslo, Na Uy

Cửa hàng miễn thuế (hoặc cửa hàng) là cửa hàng bán lẻ mà được miễn thanh toán của địa phương hoặc quốc gia nhất định các loại thuế và nghĩa vụ, trên yêu cầu rằng hàng bán sẽ được bán cho du khách, những người sẽ đưa chúng ra khỏi đất nước. Những sản phẩm nào có thể được bán miễn thuế khác nhau tùy theo thẩm quyền, cũng như cách chúng có thể được bán và quá trình tính thuế hoặc hoàn trả thành phần thuế.
Tuy nhiên, một số quốc gia áp thuế đối với hàng hóa được đưa vào nước này, mặc dù họ đã được mua miễn thuế ở một quốc gia khác, hoặc khi giá trị hoặc số lượng của hàng hóa đó vượt quá giới hạn cho phép. Cửa hàng miễn thuế thường được tìm thấy trong khu vực quốc tế gồm các sân bay quốc tế, cảng biển và nhà ga, nhưng hàng hóa cũng có thể được mua miễn thuế trên máy bay và tàu chở khách. Chúng không phổ biến cho khách du lịch đường bộ hoặc xe lửa, mặc dù một số cửa khẩu biên giới giữa Hoa Kỳ và cả Canada và Mexico có cửa hàng miễn thuế cho khách du lịch xe hơi. Ở một số quốc gia, bất kỳ cửa hàng nào cũng có thể tham gia vào hệ thống hoàn trả, chẳng hạn như Global Blue và Premier Tax Free, trong đó một khoản tiền tương đương với thuế được trả, nhưng sau đó hàng hóa được xuất trình cho hải quan và số tiền được hoàn trả khi xuất cảnh.
Những cửa hàng này đã bị bãi bỏ đối với khách du lịch trong EU vào năm 1999, nhưng được giữ lại cho những khách du lịch có điểm đến cuối cùng là bên ngoài EU. Họ cũng bán cho khách du lịch nội khối EU nhưng với thuế thích hợp. Một số lãnh thổ quốc gia thành viên đặc biệt như land, Livigno và Quần đảo Canary, nằm trong EU nhưng bên ngoài liên minh thuế EU, và do đó vẫn tiếp tục bán hàng miễn thuế cho tất cả khách du lịch.
Hiệp hội miễn thuế thế giới (TFWA) tuyên bố rằng năm 2011 châu Á-Thái Bình Dương, với 35% doanh số bán lẻ miễn thuế và du lịch toàn cầu, đánh bại châu Âu và châu Mỹ, với các khu vực này lần lượt chiếm 34% và 23%. 31 phần trăm doanh số đến từ các loại nước hoa và mỹ phẩm, tiếp theo là loại rượu vang và rượu mạnh với 17 phần trăm và sau đó đến các sản phẩm thuốc lá.
Sân bay có doanh thu miễn thuế lớn nhất thế giới là Sân bay Incheon của Hàn Quốc, với 1,85 tỷ USD vào năm 2016, vượt qua Dubai Duty Free với doanh thu năm 2016 là 1,82 tỷ USD.

## Lịch sử
Cửa hàng miễn thuế đầu tiên trên thế giới được thành lập tại Sân bay Shannon ở Ireland bởi Brendan O'Regan vào năm 1947  và vẫn mở cho đến ngày nay. Được thiết kế để cung cấp dịch vụ cho hành khách của hãng hàng không xuyên Đại Tây Dương thường đi giữa châu Âu và Bắc Mỹ, các chuyến bay đã dừng lại để tiếp nhiên liệu cho các chuyến đi và đi của họ, đó là một thành công ngay lập tức và đã được sao chép trên toàn thế giới. Mua sắm miễn thuế đang ở giai đoạn sơ khai khi hai doanh nhân người Mỹ, Charles Feeney và Robert Warren Miller, đã tạo ra những gì bây giờ là Người mua hàng miễn thuế (DFS) vào ngày 7 tháng 11 năm 1960. DFS bắt đầu hoạt động tại Hồng Kông và lan sang châu Âu và các nơi khác trên toàn cầu. Đảm bảo nhượng bộ độc quyền cho việc bán hàng miễn thuế ở Hawaii vào đầu những năm 1960 đã tạo ra một bước đột phá kinh doanh cho DFS, và công ty được định vị tập trung vào khách du lịch Nhật Bản. DFS tiếp tục đổi mới, mở rộng thành các cửa hàng miễn thuế ngoài sân bay và các cửa hàng lớn ở trung tâm thành phố Galleria và phát triển để trở thành nhà bán lẻ du lịch lớn nhất thế giới. Năm 1996, LVMH Moët Hennessy Louis Vuitton mua lại quyền lợi của Feeney và hai cổ đông khác và ngày nay cùng sở hữu DFS với Miller.
Trong cùng thời kỳ này, một số địa phương đã phát triển thành điểm đến mua sắm miễn thuế. Chúng được ví dụ bởi Saint Martin và Quần đảo Virgin thuộc Hoa Kỳ ở Caribbean, Hồng Kông và Singapore. Vẫn còn những người khác tuyên bố giá cạnh tranh để miễn thuế. Thông thường, hàng hóa được miễn thuế và thuế đánh vào hàng nhập khẩu để bán ở bất cứ đâu trong địa điểm mua sắm. Thương nhân có thể trả hàng tồn kho / kinh doanh hoặc các loại thuế khác, nhưng khách hàng của họ thường không trả trực tiếp.
Việc không có thuế hoặc các loại thuế khác đối với hàng hóa được bán không đảm bảo rằng chúng là những món hời. Chi phí của hàng hóa giống hệt nhau từ các nguồn miễn thuế khác nhau có thể rất khác nhau. Họ thường phụ thuộc vào sự hiện diện hay vắng mặt của cạnh tranh gần đó, ví dụ, các cửa hàng sân bay, đặc biệt nếu tất cả tại bất kỳ sân bay nào đều thuộc sở hữu của một công ty duy nhất như Dufry. Ngoài ra, giá cả thường có thể được thúc đẩy bởi chi phí thuận tiện cho người mua, ví dụ, doanh số trên chuyến bay của các hãng hàng không. Nhiều hãng hàng không, chẳng hạn như Emirates, El Al, Singapore Airlines, Middle East Airlines, Ukraine International Airlines, Delta, và Avianca, cung cấp nhiệm vụ- bán hàng miễn thuế trên các chuyến bay của họ.

## Mua sắm miễn thuế cách xa cảng
Một số cửa hàng miễn thuế hoạt động tại các khu trung tâm thương mại cách xa sân bay hoặc các cảng khác. Ví dụ, tại Nhật Bản, bất kỳ du khách nào có hộ chiếu cho biết họ đã ở trong nước dưới sáu tháng có thể mua các mặt hàng mà không phải trả thuế tiêu thụ, miễn là tổng giá trị mua vượt quá 5.000 Yên và các mặt hàng sẽ không được tiêu thụ ở Nhật Bản. Cửa hàng miễn thuế là một hoạt động chính trong khu mua sắm điện tử Akihabara của Tokyo.
Tại Thái Lan, chuỗi King Power có các cửa hàng nơi các mặt hàng miễn thuế được mua trước và giao riêng cho sân bay để được đón khi khởi hành. Đối với một số giao dịch mua khác, khoản hoàn thuế VAT có thể được yêu cầu tại sân bay khi khởi hành.
Trong Philippines, có một trung tâm mua sắm được gọi là Duty Free Philippines Fiestamall, nằm cách đó vài dặm từ sân bay quốc tế Ninoy Aquino như trái ngược với là tại sân bay riêng của mình. Đây là trung tâm mua sắm duy nhất về loại hình này trên thế giới. Các hàng hóa được bán trong trung tâm mua sắm này thường là các sản phẩm nhập khẩu từ khắp nơi trên thế giới (chủ yếu từ Hoa Kỳ, Châu Á và Úc) và không được tìm thấy trong bất kỳ trung tâm mua sắm nào trong nước, ngoài các trung tâm miễn thuế. Khách du lịch, du khách và công dân trở về Philippines thường ghé thăm trung tâm mua sắm này ngay sau khi họ đến (vì chỉ hành khách đến và bạn đồng hành của họ được phép truy cập). Để đạt được mục nhập, cần phải xuất trình và đăng ký hộ chiếu tại quầy đăng ký khách hàng tại lối vào của trung tâm mua sắm. Khách hàng sau đó sẽ được cấp thẻ mua sắm; những thẻ mua sắm này phải được xuất trình cho thủ quỹ để xác nhận mua hàng. Khách hàng đến sẽ được hưởng một khoản trợ cấp miễn thuế nhất định khi mua hàng và bất kỳ thứ gì vượt quá sẽ phải chịu thuế địa phương và quốc gia. Trước đây, trung tâm mua sắm chỉ chấp nhận đô la Mỹ và peso của Philippines nhưng trong những năm gần đây, nó đã bắt đầu chấp nhận các loại tiền khác như Yên Nhật, đô la Brunei, đô la Úc, bảng Anh, đô la Canada, đồng franc Thụy Sĩ, Saudi riyal, Bahrain dinar, và baht Thái. Gian hàng trao đổi tiền tệ cũng có sẵn bên trong trung tâm mua sắm nếu khách hàng muốn đổi tiền sang peso Philippines hoặc đô la Mỹ. Thẻ tín dụng cũng có thể được sử dụng để mua hàng hóa.

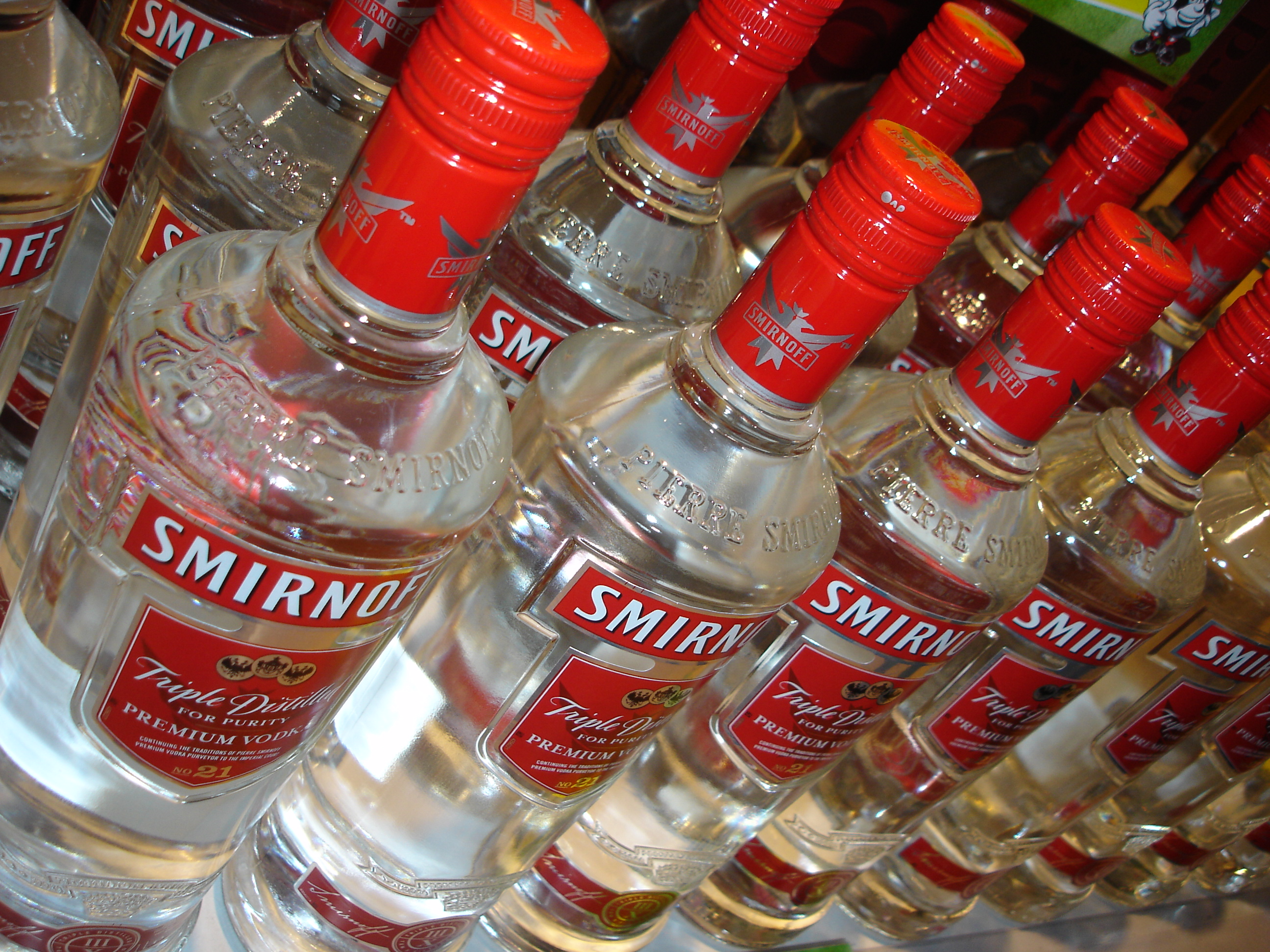
Cửa hàng miễn thuế thường bán nhiều loại đồ uống có cồn

Ở Úc, các cửa hàng miễn thuế, một khi phổ biến, đã biến mất kể từ khi GST được giới thiệu vào năm 2000. Nhà bán lẻ James Richardson điều hành một số cửa hàng miễn thuế tại các thành phố lớn, nhưng hầu hết các cửa hàng miễn thuế hiện nằm trong các sân bay quốc tế. Người dân và khách du lịch được phép mua hầu như bất kỳ hàng hóa vật lý nào trong vòng 60 ngày kể từ ngày khởi hành, cần được thực hiện trên chuyến bay ra ngoài và yêu cầu thành phần GST trở lại qua Chương trình Hoàn tiền Du lịch khi đi qua hải quan. Người tiêu dùng hiện có thể tự do sử dụng đầy đủ các mặt hàng của họ trước khi khởi hành. Điều này trái ngược với năm 2000, nơi tất cả các giao dịch mua phải được đóng gói bởi cửa hàng miễn thuế trong một túi nhựa kín, và chỉ có thể được nhân viên hải quan mở ra trước khi khởi hành.

### Miễn thuế ngoài cảng EU
Bất kỳ khách du lịch nào sống ở một quốc gia ngoài khu vực VAT EU đều được quyền mua sắm miễn thuế tại các cửa hàng tham gia tại EU. Lữ khách trả thuế VAT cho hàng hóa trong cửa hàng theo cách thông thường, và có thể yêu cầu hoàn lại tiền khi xuất khẩu hàng hóa. Để đủ điều kiện, khách du lịch phải: 

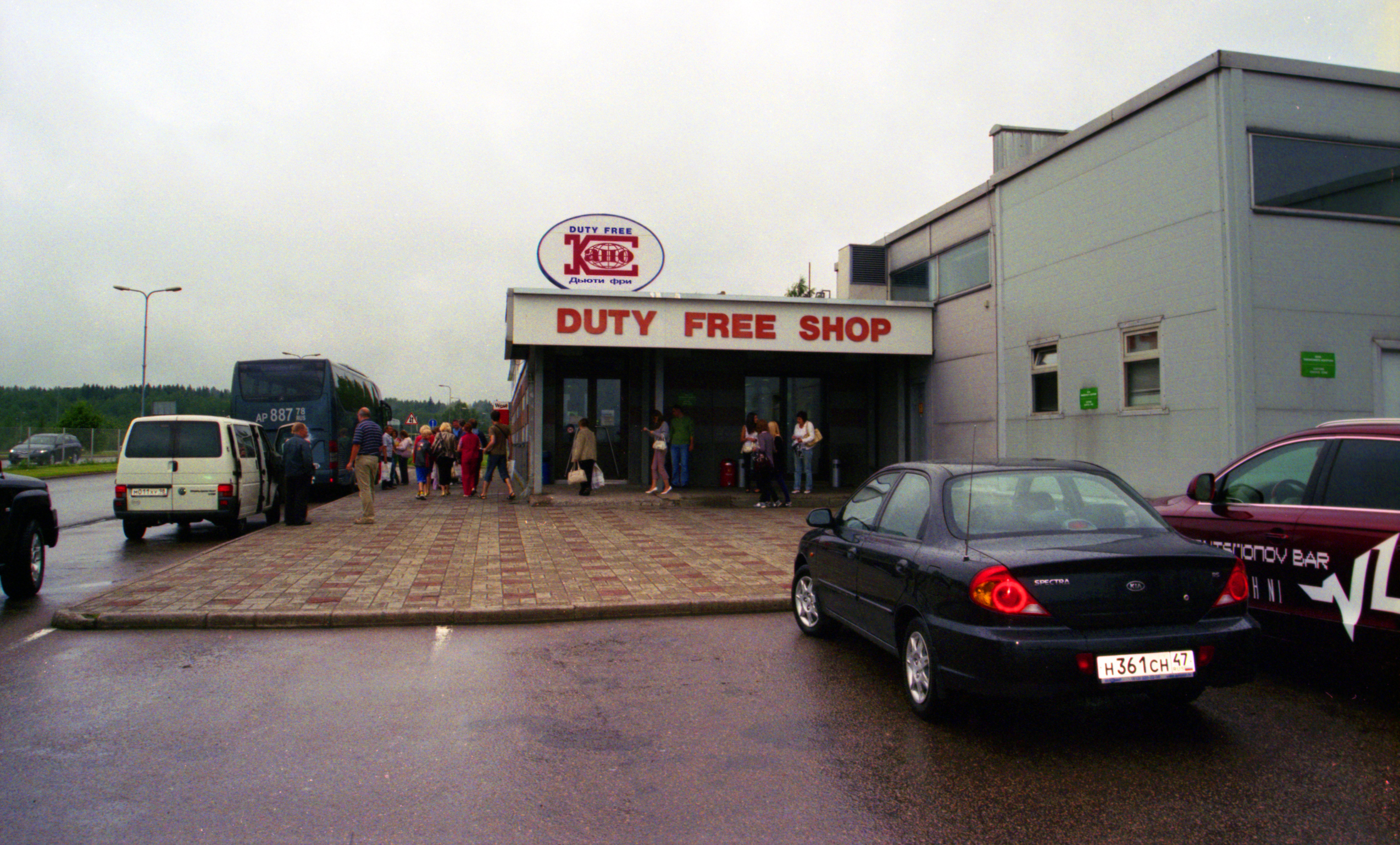
Cửa hàng miễn thuế tại Torfyanovka- cửa khẩu biên giới Vaalimaa (E18 Phần Lan-Nga)

- có cư trú tại một quốc gia ngoài EU
- có thời gian lưu trú tối đa sáu tháng trong EU
- mua hàng không quá ba tháng trước khi xuất khẩu
- có được một hình thức từ các cửa hàng nơi người đó mua hàng
- xuất trình mẫu đơn và trong một số trường hợp nhất định hàng hóa cho nhân viên hải quan khi rời EU, nơi chúng sẽ được đóng dấu

Chỉ hàng hóa có nghĩa là cho sử dụng cá nhân là đủ điều kiện để hoàn trả. Các mẫu và biên lai đóng dấu sau đó có thể được gửi lại cho các nhà bán lẻ, hoặc đại lý của họ, để được hoàn lại tiền.
Trong hầu hết các trường hợp, mua tối thiểu áp dụng để sử dụng chương trình mua sắm miễn thuế. Số tiền thuế VAT thực tế có thể được thu hồi tùy thuộc vào thuế suất VAT áp dụng ở quốc gia cụ thể đối với hàng hóa đã mua và có thể bị khấu trừ phí quản lý.

## Cân nhắc về Bảo mật
Du khách trên các tuyến đường dài có ít nhất một điểm dừng quá cảnh giữa sân bay khởi hành và sân bay đích nên cẩn thận để mua rượu hoặc nước hoa miễn thuế tại cảng quá cảnh cuối cùng, vì nếu không họ có thể bị tịch thu bởi an ninh khi họ lên máy bay cảng quá cảnh, vì chúng sẽ vượt quá giới hạn hiện tại đối với chất lỏng trong hành lý xách tay. Điều này không áp dụng cho hành khách chuyển trong EU và Singapore trong cùng một ngày, miễn là mặt hàng chất lỏng được niêm phong trong một túi an ninh bằng nhựa với biên lai hiển thị trong túi. Cửa hàng miễn thuế hiện đang trở nên phổ biến hơn. Hầu hết Nam và Trung Mỹ và Caribbean đều có những cửa hàng như Đông Nam Á và Châu Đại Dương. Thụy Sĩ và Canada đang tìm cách giới thiệu chúng vào năm 2010. Phương pháp bán lẻ này loại bỏ bất kỳ vấn đề an ninh nào đối với việc vận chuyển chất lỏng, vì chúng không được thực hiện trên máy bay.
Một số hãng hàng không không cho phép bán một số vật sắc nhọn trong chuyến bay do rủi ro an ninh. Các vật thể khác có bộ phận sắc nhọn, như máy bay mô hình, có thể được mua trên máy bay nhưng được nhận tại địa chỉ nhà của hành khách vì lý do tương tự.

## Miễn thuế trong nước
Một số quốc gia hoặc quận, bao gồm Argentina, Úc, Brazil, Chile, Trung Quốc, Colombia, Iceland, Ấn Độ, Jamaica, Kenya, Lebanon, Malaysia, New Zealand, Na Uy, Panama, Philippines, Sri Lanka, Thụy Sĩ, Đài Loan, Thổ Nhĩ Kỳ, Ả Rập Emirates và Uzbekistan có các cơ sở miễn thuế, nơi hành khách đến có thể mua các mặt hàng miễn thuế ngay trước khi làm thủ tục hải quan. Điều này không chỉ tiết kiệm sự bất tiện khi phải mang những vật dụng này đi khắp thế giới mà còn giải quyết được vấn đề an ninh nêu trên. Các quốc gia khác như Canada và Thụy Điển đã xem xét miễn thuế khi đến nơi. Liên minh châu Âu không cho phép các cửa hàng miễn thuế đến; một số sân bay EU bán hàng hóa khi đến khu vực nhận hành lý được mô tả là "Miễn thuế", nhưng những hàng hóa này đều là hàng bán chịu thuế, thuế bán hàng địa phương được giảm giá. Thông thường, các loại rượu hoặc sản phẩm thuốc lá giảm giá không thể được mua khi đến Quốc gia thành viên EU vì thường có Thuế tiêu thụ đặc biệt cao đối với các hàng hóa này cũng như thuế bán hàng địa phương (VAT / IVA / TVA) được bao gồm trong giá. Ở một số vùng lãnh thổ EU, thuế đối với thuốc lá và rượu thấp hơn so với các nước EU khác, đó là lý do tại sao giá vẫn có vẻ cạnh tranh và trông giống như giá miễn thuế. Một ví dụ điển hình là sự khác biệt về giá thuốc lá giữa Anh và Ireland, so với Tây Ban Nha hoặc Bồ Đào Nha.

## Cơ sở pháp lý
Một đặc điểm chung của hầu hết các hệ thống thuế là thuế không được tăng đối với hàng hóa được xuất khẩu. Để làm như vậy có thể đặt hàng hóa bất lợi cho những người từ các quốc gia khác, ví dụ nếu thuế suất trong lãnh thổ bán hàng cao hơn thuế suất trong lãnh thổ tiêu thụ. Hệ thống thuế cho phép hàng hóa được xuất khẩu mà không có thuế (được lưu trữ trước khi xuất trong kho ngoại quan), hoặc thuế có thể được yêu cầu trả lại khi chúng được xuất khẩu (xem VAT).
Miễn thuế như vậy cũng áp dụng cho hàng hóa được cung cấp để sử dụng trên tàu và máy bay, bởi vì chúng được tiêu thụ bên ngoài quốc gia. Các doanh nghiệp cung cấp hàng hóa đó có thể miễn thuế và miễn thuế.
Hàng hóa bán cho hành khách trên tàu hoặc máy bay được miễn thuế. Hành khách có thể tiêu thụ chúng trên máy bay hoặc nhập khẩu miễn thuế vào quốc gia họ đang đi, miễn là họ ở trong khoản trợ cấp miễn thuế của khách du lịch. Hầu hết các chế độ thuế cũng cho phép khách du lịch vào một quốc gia mang theo một lượng hàng hóa nhất định cho sử dụng cá nhân mà không phải trả thuế cho họ, cái gọi là "trợ cấp miễn thuế"; bởi vì việc thu thập một lượng nhỏ thuế liên quan là không chính đáng về mặt kinh tế và sẽ gây bất tiện cho hành khách.
Một cửa hàng miễn thuế hoạt động theo cùng một hệ thống. Hàng hóa phải được xuất khẩu nguyên vẹn (chúng không thể được tiêu thụ ở nước bán) và chúng được nhập khẩu vào quốc gia đích theo quy tắc thuế riêng của quốc gia đó. Ở một số quốc gia, để đảm bảo hàng hóa được xuất khẩu nguyên vẹn, chúng được giao tận tay trong một túi kín cho hành khách tại cổng sau khi quét vé của anh ta. Tại Hoa Kỳ, các cửa hàng miễn thuế được coi là kỹ thuật Kho ngoại quan loại 9 liên quan đến Hải quan & Bảo vệ Biên giới Hoa Kỳ:
- Lớp 9. Kho ngoại quan, được gọi là cửa hàng miễn thuế, được sử dụng để bán, để sử dụng ngoài lãnh thổ Hải quan, hàng hóa miễn thuế có điều kiện thuộc sở hữu hoặc bán của chủ sở hữu và giao từ kho Class 9 đến sân bay hoặc điểm xuất cảnh khác để xuất khẩu bởi, hoặc thay mặt cho các cá nhân khởi hành từ lãnh thổ Hải quan cho các điểm đến không phải là khu vực thương mại nước ngoài. Theo 19 USC 1555 (b) (8) (C), lãnh thổ Hải quan, cho mục đích của các cửa hàng miễn thuế, có nghĩa là lãnh thổ Hải quan của Hoa Kỳ như được định nghĩa trong 101.1 (e) của chương này và các khu vực thương mại nước ngoài (xem phần 146 của chương này). Tất cả các kho phân phối được sử dụng riêng để cung cấp các địa điểm bán hàng miễn thuế cá nhân và cũi lưu trữ với hàng hóa miễn thuế có điều kiện cũng là kho 9.

Hơn nữa, tại Mỹ, một số cửa hàng miễn thuế sẽ bán hàng hóa của họ cho hành khách trong nước với các loại thuế phù hợp. Các sản phẩm rượu và thuốc lá chỉ được giới hạn cho hành khách quốc tế và chịu giới hạn độ tuổi tương ứng là 18 và 21, mặc dù độ tuổi phải nhập khẩu các mặt hàng đó vào các quốc gia khác có thể thấp hơn.

### Tham quan bảo hộ Hoa Kỳ
Công dân Hoa Kỳ nhận được miễn thuế đáng kể cao hơn bình thường khi họ đến thăm hoặc quá cảnh các địa phương này, ví dụ, đảo Guam, Quần đảo Virgin thuộc Hoa Kỳ.